# Žabe ali prilika o ubogem in bogatem Lazarju
Žabe ali prilika o ubogem in bogatem Lazarju je drama Gregorja Strniše. Drama je izšla leta 1969 pri založbi Obzorja.

## Vsebina
Pismonoša Lazar pride v staro krčmo Žabe na robu barja. Naroči kozarec ruma, v ozadju točajeva babica cvre žabje krake. Za žabe točaj pravi, da so pogubljene duše, Lazar pa mu izda, da vse noči sanja o tem, da je bogat. V krčmi se ugasne luč, točaj prižge petrolejko, sleče svoj suknjič in pove, da je v resnici Lucifer. Tudi babičin obraz je v resnici strašna spaka. Pismonoša že hoče zbežati, a je radoveden, zato ostane.
Točaj - hudič Lazarju ponudi kupčijo - spremenil ga bo v bogataša z imenom Mynherr Lazarus van Guldenmeer, v zameno pa bo moral pismonoša pozabiti na dosedanje življenje. Lazarus premleva ponudbo, ko se na stopnišču prikaže lepa Evica, ki ga začne zapeljevati. A njegova bo le, če bo imel denar, Lazar ji ves nemočen zagrozi, da jo bo ubil. Ko pa ugotovi, da je Evica v resnici hudičeva babica, zabode sam sebe.
Točaj s polno vrečo žab v roki izdere nož iz Lazarja in ga dvigne. Zdaj to ni več pismonoša, temveč Lazarus v večerni obleki. Evica ga odpelje v svojo sobo. Zunaj se začne svitati, sliši se težek udarec, Lazarus je ubil zapeljivko. Ta naj bi se iz njega norčevala in ga tako sama pripravil do tega, da jo je ubil. Točaja prosi, naj mu pomaga skriti truplo, sam obleče Lazarjeve stvari in se pripravi na beg. Vtem spet zagleda Evico na stopnišču. Lazarus presenečen zavpije, a točaj ga zabode.
Točaj in Evica se pogovarjata o svoji usodi, o večnem življenju, o tem, da se mora Evica vsak večer spremeniti v gnusno starko. Točaj dvigne Lazarja, ki je zdaj spet pismonoša, le da ga boli glava in na prsih nosi brazgotino. Sicer pa se ničesar ne spominja, zdi se mu le, da je imel grde sanje. Nima denarja, da bi plača za pijačo, točaj ga vrže iz gostilne. Spet je nov dan, točaj in točajka pospravit krčmo Žabe za nove obiskovalce.